# French house
A expressão French house  (na França, French touch) designa grande parte da música eletrônica francesa  produzida na década de 1990 - em particular, nos estilos house e downtempo.
Entre os mais conhecidos representantes  desse subgênero, incluem-se Cassius, Laurent Garnier, Lifelike, Andres Chevalle, St Germain, Superfunk, Étienne de Crécy, Benjamin Diamond, Alan Braxe, Air, Bob Sinclair, Modjo e sobretudo Daft Punk.
Embora baseado no ritmo  house clássico, a French house deve a sua originalidade à utilização de samples filtrados provenientes maioritariamente do funk e da disco music.

## No Brasil
O coletivo Brazilian Disco Club é conhecido por dar suporte a artistas brasileiros de french house, vaporwave e afins.
Artistas que fazem parte da cena nacional:
- Arcade Fighters
- Beerlover
- Club Soda
- Digital Waves
- Jovelli
- Kamei
- Kruzader
- Lola Disco
- Palinoia
- Paradizzle